# نهمین مراسم گلدن گلوب
نهمین مراسم گلدن گلوب برای ارج نهادن به بهترین دستاوردهای فیلمسازی سال ۱۹۵۱ در ۲۱ فوریه سال ۱۹۵۲ کلوپ شبانه چیرو واقع در غرب هالیوود، کالیفرنیا برگزار شد. برای اولین بار به بهترین فیلم کمدی یا موزیکال نیز گوی زرین اهدا شد. جین وایمن برای دومین بار است که پس از روسالیند راسل و اینگرید برگمن برنده بهترین بازیگر نقش اول زن می‌شود. دنی کی، برنده بهترین بازیگر مرد فیلم کمدی یا موزیکال شد. وی تا سال ۱۹۸۶ فعالیت کرد. ژوئن الیسون، برنده بهترین بازیگر زن فیلم کمدی یا موزیکال اعلام شد و وی تا سال ۲۰۰۱ فعالیت می‌کرد .پیتر اوستینوف و کیم هانتر برنده بهترین بازیگر مکمل شدند آنان تا دهه آغازین قرن ۲۱ فعالیت می‌کردند .László Benedek برنده بهترین کارگردانی برای فیلم مرگ فروشنده شد.

## برندگان و نامزدها

### جایزه گلدن گلوب بهترین فیلم – درام
مکانی در آفتاب
- پیروزی درخشان
- داستان کارآگاه (فیلم ۱۹۵۱)
- کجا می‌روی (فیلم ۱۹۵۱)
- اتوبوسی به نام هوس (فیلم ۱۹۵۱)

### جایزه گلدن گلوب بهترین فیلم – موزیکال یا کمدی
یک آمریکایی در پاریس

### جایزه گلدن گلوب بهترین بازیگر مرد – فیلم درام
فردریک مارچ – مرگ فروشنده (فیلم ۱۹۵۱)
- آرتور کندی (بازیگر) – پیروزی درخشان
- کرک داگلاس – داستان کارآگاه (فیلم ۱۹۵۱)

### جایزه گلدن گلوب بهترین بازیگر زن – فیلم درام
جین وایمن – تور آبی
- شلی وینترز – مکانی در آفتاب
- ویوین لی – اتوبوسی به نام هوس (فیلم ۱۹۵۱)

### جایزه گلدن گلوب بهترین بازیگر مرد – فیلم موزیکال یا کمدی
دنی کی – On the Riviera
- بینگ کرازبی – داماد وارد می‌شود
- جین کلی – یک آمریکایی در پاریس

### جایزه گلدن گلوب بهترین بازیگر زن – فیلم موزیکال یا کمدی
جون الیسون – Too Young to Kiss

### جایزه گلدن گلوب بهترین بازیگر نقش مکمل مرد
پیتر یوستینف – کجا می‌روی (فیلم ۱۹۵۱)

### جایزه گلدن گلوب بهترین بازیگر نقش مکمل زن
کیم هانتر – اتوبوسی به نام هوس (فیلم ۱۹۵۱)
- تلما ریتر – The Mating Season
- لی گرانت – داستان کارآگاه (فیلم ۱۹۵۱)

### جایزه گلدن گلوب بهترین کارگردانی
لاسلو بندک – مرگ فروشنده (فیلم ۱۹۵۱)
- وینسنت مینلی – یک آمریکایی در پاریس
- جرج استیونز – مکانی در آفتاب

### جایزه گلدن گلوب بهترین فیلم‌نامه
پیروزی درخشان – رابرت باکنر

### جایزه گلدن گلوب بهترین موسیقی
September Affair – composed by ویکتور یانگ
- چاه (فیلم ۱۹۵۱) – composed by دیمیتری تیومکین
- روزی که دنیا از حرکت ایستاد – برنارد هرمن

### جایزه گلدن گلوب بهترین فیلمبرداری - سیاه
مرگ فروشنده (فیلم ۱۹۵۱) – فرانتس پلانر
- تصمیم پیش از شفق – فرانتس پلانر
- مکانی در آفتاب – ویلیام سی. ملور

### جایزه گلدن گلوب بهترین فیلمبرداری - رنگی
کجا می‌روی (فیلم ۱۹۵۱) – photographed by ویلیام وی. اسکال

### Promoting International Understanding
روزی که دنیا از حرکت ایستاد – رابرت وایز

### Special Achievement Award
آلن رنه

### Henrietta Award (World Film Favorites)
استر ویلیامز

### New Star of the Year Actor
کوین مک‌کارتی (هنرپیشه)

### New Star of the Year Actress
پیر آنجلی